# Once Upon a One More Time (musical)
Once Upon a One More Time é um musical jukebox de comédia dirigido por Keone & Mari Madrid com libreto de Jon Hartmere. É baseado nas princesas dos contos de fadas e utiliza musicas de Britney Spears.
O musical estava programado para estrear no Teatro James M. Nederlander em Chicago de 14 de abril de 2020 até 17 de maio, tendo sua abertura de prévias na Broadway no Marquis Theatre em 26 de junho, com abertura oficial em 30 de julho.
Começou suas prévias no Shakespeare Theatre em Washington, DC, no dia 30 de novembro de 2021, com abertura oficial em 17 de dezembro e com pretensões de estrear na Broadway em 2022.

## Sinopse
Em um mundo encantado aonde as princesas mais famosas dos contos de fadas, incluindo Cinderela, Branca de Neve, e Bela Adormecida, se reúnem em seu clube do livro diariamente para recriar e recontar suas clássicas histórias, Cinderela faz um desejo desesperado por uma nova narrativa. Quando a Fada Madrinha lhes apresenta ao livro "O Místico Feminino", suas mentes se abrem para outras pretensões além de esperar pelo Príncipe Encantado vir ao resgate e partem numa missão para escreverem suas próprias histórias.

## Produções

### Chicago (2020)
Once Upon a One More Time estava inicialmente programado para abrir em 29 de outubro de 2019, porém foi adiado para 2020. Antes de seu cancelamento em Chicago, os produtores anunciaram Briga Heelan como Cinderela e [Justin Guarini como Principe Encantado com coreografias de Keone e Mari Madrid.

### Washington DC (2021)
Depois do cancelamento da abertura em Chicago, e o anuncio da reabertura da Broadway, o musical foi anunciado para abrir no Shakespeare Theatre Company em Washington DC. Abriu oficialmente em 30 de novembro de 2021 e estava programado para ir até 3 de janeiro de 2022, porém foi estendido até 9 de janeiro devida à alta demanda de ingressos.

## Números musicais
| Ato I - "Baby One More Time" – Narrador, Bela Adormecida, Branca de Neve, Cachinhos Dourados, Rapunzel, Bela, Pequena Sereia, Maria, Chapeuzinho Vermelho - "Make Me..." – Principe Encantado, Cinderela - "Lucky" – Princesas - "Work *****" – Belinda, Bethany, Madrasta, Cinderela - “Boys / Pretty Girls" – Cinderela, Bethany, Belinda, Principe Bolha, Principe Erudito, Principe Suave, Principe Afável, Principe Musculo, Prince Maldoso - "Circus" – Principe Encantado - "Sometimes" – Cinderela - "Oops!...I Did It Again" – Principe Encantado, Branca de Neve, Cinderela - "From the Bottom of My Broken Heart" - Branca de Neve, Dunga - "I'm a Slave 4 U / Piece of Me" – Belinda, Bethany, Cinderela - "Womanizer" - Princesas - "Scream & Shout" - Fada Madrinha, Princesas - "I Wanna Go" - Princesas |  | Ato II - “(You Drive Me) Crazy” – Todos - "Lucky (Reprise)" - Branca de Neve - "Cinderella" – Cinderela, Principe Encantado - "Toxic" – Madrasta, Narrador - "Everytime" – Cinderela - "If I'm Dancing" – Pequena Sereia, Princesas - "Stronger" – Fada Madrinha, Princesas - "I Wanna Go (Reprise)" - Principe Encantado - "Passenger" – Todos - "Till the World Ends (Megamix)" – Todos |

## Elenco
| Personagem         | Nederlander Theatre (Chicago) (2020) | Sidney Harman Hall (2021) |
| ------------------ | ------------------------------------ | ------------------------- |
| Cinderela          | Briga Heelan                         | Briga Heelan              |
| Príncipe Encantado | Justin Guarini                       | Justin Guarini            |
| Narrador           | Simon Callow                         | Michael McGrath           |
| Madrasta           | Emily Skinner                        | Emily Skinner             |
| Bela Adormecida    | Ashley Chiu                          | Ashley Chiu               |
| Fada Madrinha      | Brooke Dillman                       | Brooke Dillman            |
| Branca de Neve     | Aisha Jackson                        | Aisha Jackson             |
| Rapunzel           | Wonu Ogunfowora                      | Wonu Ogunfowora           |
| Belinda            | MiMi Scardulla                       | MiMi Scardulla            |
| Bethany            | Tess Soltau                          | Tess Soltau               |
| Pequena Sereia     | Allie Trimm                          | Lauren Zakrin             |

## Adaptação Cinematográfica
Em 23 de abril de 2019, Sony Pictures adquiriu os direitos de adaptação do musical.